# Glycinrezeptor
Der  Glycinrezeptor (GlyR) ist ein Proteinkomplex in der Zellmembran von Zweiseitentieren, der hauptsächlich in Nervenzellen, aber auch in Spermien und Makrophagen vorkommt. GlyR macht die Membran durchlässig für Chlorid-Ionen, sobald ein Molekül Glycin an GlyR bindet. Es handelt sich also um einen durch Glycin gesteuerten Ionenkanal.
GlyR ist aus fünf Protein-Untereinheiten aufgebaut (2α3β), wobei vier mögliche α-Einheiten untereinander austauschbar sind. Mutationen am GLRA1- und am GLRB-Gen sind verantwortlich für familiäre Hyperekplexie (STHE).
GlyR gehört wie der GABAA-Rezeptor und der nikotinische Acetylcholinrezeptor (nAChR) zur Klasse der Liganden-gesteuerten Ionenkanäle (Ionotroper Rezeptor).

## Funktion
GlyR ist auf der postsynaptischen Zellmembran von Neuronen lokalisiert und führt nach seiner Aktivierung durch Glycin zu einer Verminderung der Zellerregbarkeit. Die Erregungshemmung erfolgt durch einen bei der Ligandenbindung induziertem Einstrom von Chloridionen in die Zelle. Je nach Konzentrationsgefälle von Chloridionen zwischen dem Extra- und Intrazellularraum verändert sich das Membranpotenzial unterschiedlich stark. Es wird in jedem Fall negativer. Es findet also eine Hyperpolarisation statt, die daraufhin die nachgeschaltete Zelle inhibiert (inhibitorische postsynaptisches Potenzial).

## Aufbau
Wie beim GABA(A)R und nAChR besteht der funktionelle GlyR aus fünf Untereinheiten (Pentamer) die sich zu einem transmembranen Protein mit einer zentralen Porenregion zusammen lagern. Es existieren zwei in ihrer Aminosäuresequenz und Größe unterscheidbare Untereinheiten (alpha, beta) des GlyR, wobei jede alpha-Untereinheit die Bindungsstelle für den Neurotransmitter besitzt und die beta-Untereinheit eine strukturelle Funktion übernimmt. Nativ assemblieren 2 alpha mit 3 beta-Untereinheiten zum pentameren Rezeptor. Allerdings können auch 5 alpha-Untereinheiten alleine einen funktionellen Rezeptor bilden. Die alpha-Untereinheiten lassen sich weiter in 4 Varianten unterteilen (alpha1 bis alpha4), deren Vorkommen von der Region im ZNS und dem Entwicklungsstadium des Organismus abhängt. Bei der Organisation des GlyR an der Postsynapse bindet dieser an einem intrazellulär lokalisierten Protein (Gepherin), das den Rezeptor an das Zytoskelett ankoppelt.

## Rezeptormodulatoren
Das Pflanzengift Strychnin und das Exotoxin Tetanospasmin wirken hemmend auf den Glycinrezeptor. Dabei blockiert Strychnin als kompetitiver Antagonist direkt die Rezeptoren, während Tetanospasmin präsynaptische glycinerge Nerventerminals ausschaltet und dadurch indirekt als Antagonist wirkt. Durch den Wegfall der über die Glycinrezeptoren vermittelten hemmenden Wirkung verursachen beide Stoffe eine spastische Paralyse.
Dagegen wirken verschiedene Gelsemium-Alkaloide aktivierend (agonistisch) auf den Glycinrezeptor, was zu einer anhaltenden Hyperpolarisation der postsynaptischen Nervenzelle und dadurch zur schlaffen Lähmung führt. Auch das Medikament Ivermectin wirkt in hoher Konzentration unter anderem als Glycinrezeptor-Agonist.
Neben den äußerlich auffälligen Lähmungserscheinungen und/oder Krämpfen kommen in beiden Fällen noch weitere Symptome hinzu, wie Hyper- bzw. Hyporeflexie, Veränderungen von Blutdruck und Herzfrequenz, der Sehkraft und Schmerzwahrnehmung, und des Atemantriebs. Dies liegt daran, dass Glycinrezeptoren auch bei der Steuerung dieser Funktionen beteiligt sind. Bewusstseinsstörungen und Delirium sind dagegen keine typischen Folgen der Modulation von Glycinrezeptoren.